# Betoño
Betoño (baskiska: Betoñu) är en ort i Spanien.   Den ligger i provinsen Araba / Álava och regionen Baskien, i den norra delen av landet, 280 km norr om huvudstaden Madrid. Betoño ligger 511 meter över havet och antalet invånare är 523.
Terrängen runt Betoño är platt norrut, men söderut är den kuperad. Runt Betoño är det tätbefolkat, med 683 invånare per kvadratkilometer. Närmaste större samhälle är Vitoria, 2,0 km sydväst om Betoño. Trakten runt Betoño består till största delen av jordbruksmark.